# Mimosa maxonii
Mimosa maxonii är en ärtväxtart som beskrevs av Paul Carpenter Standley. Mimosa maxonii ingår i släktet mimosor, och familjen ärtväxter. Inga underarter finns listade i Catalogue of Life.